# 山高味噌
山高味噌株式会社（やまたかみそ）は、長野県茅野市に本社を置く味噌醸造メーカー。主にロゴにおいて「ヤマタカみそ」「ヤマタカ」などと表記されることもある。

## 沿革
- 1911年（明治44年） - 初代・矢崎髙義によって山高醸造店を創業。
- 1919年（大正8年） - 現在地に味噌工場を新築移転。
- 1927年（昭和2年） - 醤油醸造を開始。
- 1949年（昭和24年） - 有限会社に組織変更。
- 1950年（昭和25年） - 醤油生産から撤退し、味噌醸造を主力とする。
- 1955年（昭和30年） - 株式会社に組織変更。

## 主な商品
- 米こうじみそ
- 田舎みそ
- おみそやさん
- こうじあま酒